# Індукція (логіка)

Схема класичного уявлення зв'язку між теорією, емпіризмом, індукцією та дедукцією.

Інду́кція — це процес судження, котрий досягає висновку, що при наявному стані знань є напевно істинний, але не гарантує його. Індуктивний висновок може бути спростований або узагальнений при наявності додаткових фактів. Інакше, індукція полягає у формулюванні закону, ґрунтуючись на обмеженому об'ємі спостережень повторюваних подій.
Прикладами індуктивних висновків є, наприклад, такі пари спостереження/висновок:
- Цей лебідь білий.
- Всі лебеді білі.

Або
- Більярдна куля починає рухатись, коли її вдарити києм.
- Для кожної дії існує зворотна їй та еквівалентна протидія.

## Істинність
Деякі філософи вважають термін «індуктивна логіка» непорозумінням, оскільки істинність індуктивного висновку не залежить від законів формальної логіки, котрі є за означенням дедуктивними. На противагу дедукції, індуктивні висновки не мають того ж ступеня достовірності що і вихідні твердження. Наприклад, у наведеному вище прикладі висновок про те що всі лебеді білі міг вважатись істинним у Європі поки не було відкрито Австралію. Індуктивне судження ніколи не є зобов'язуючим, але є обґрунтованим. Індуктивне судження є також дедуктивно некоректним. Проблема індукції, що полягає у пошуку обґрунтування індуктивного судження, вперше була формально розглянута Давидом Юмом.

## Типи індуктивного судження
- передбачення
- узагальнення
- за аналогією
- посилання на авторитет
- причинно-наслідкове

## Байєсівський вивід
Байєсівський вивід використовується у Байєсизмі для раціонального обґрунтування індукції. Теорема Баєса використовується для обрахунку наскільки повинна змінитись ступінь довіри до гіпотези при наявності нових фактів.